# Stefania goini
Stefania goini es una especie de anfibio anuro de la familia Hemiphractidae.

## Distribución geográfica
Esta especie es endémica del estado de Amazonas en Venezuela. Habita a 1400 m de altitud en el cerro Duida y a 1700 m de altitud en el tepuy Huachamakari.

## Etimología
Esta especie lleva el nombre en honor a Coleman Jett Goin.

## Publicación original
- Rivero, 1968 "1966" : Notes on the genus Cryptobatrachus (Amphibia, Salientia) with the description of a new race and four new species of a new genus of hylid frogs. Caribbean Journal of Science, vol. 6, no 3/4, p. 137-149.[6]